# NGC 119
NGC 119 (o PGC 1659) es una galaxia lenticular de magnitud aparente 13,0 localizada a unos 345 millones de años luz de distancia en la constelación de Fénix. Tiene un diámetro de 90 mil años luz. Se ubica a AR 00h 26m 57.6s, Dec -56º 58' 41", dentro de 0.2 minutos por minuto del centro de la galaxia enumerada anteriormente, por lo que la identificación es cierta. Fue descubierta por John Herschel el 28 de octubre de 1834 como "bastante brillante, pequeña, redonda, mucho más brillante en el centro".